# Culicoides imperceptus
Culicoides imperceptus är en tvåvingeart som beskrevs av Gupta 1962. Culicoides imperceptus ingår i släktet Culicoides och familjen svidknott. Inga underarter finns listade i Catalogue of Life.